# Diospyros campechiana
Diospyros campechiana là một loài thực vật có hoa trong họ Thị. Loài này được Lundell mô tả khoa học đầu tiên năm 1940.